# Maroparque
El Maroparque es un santuario de animales situado en la isla de La Palma, una de las Islas Canarias, en España. Concretamente, se encuentra en el municipio de Breña Alta. Fue inaugurado en el año 2000 y alberga alrededor de 450 animales.

## Disposición y ubicación
El centro de rescate está situado en la ladera del barranco de El Galeón, en Breña Alta. Tiene una superficie de unos 7000 metros cuadrados, y está ambientado en un bosque realizado con vegetación nativa. Se estructura de manera "vertical", con pasarelas que combinan caminos empedrados y puentes de madera. Cuenta con aviarios transitables y alberga un restaurante.
El centro fue inaugurado en el año 2000, y normalmente acoge alrededor de 100 animales al año. En 2021 recibieron animales afectados por la erupción volcánica de 2021, llegando al centro más de 250 animales extra en el primer mes de la erupción. Se espera que los animales regresen a sus dueños cuando sea posible, y el centro se hará cargo de aquellos que no puedan hacerlo.
Lleva el nombre de la familia Martín Romera, y 'MaRo' deriva de las letras iniciales de ambos apellidos. Es una organización sin fines de lucro. El centro también cuenta con programas de investigación y conservación y realiza visitas guiadas. Recibió ayuda económica del Cabildo de La Palma durante la pandemia de COVID-19.

## Animales
El centro alberga más de 450 animales, a menudo especies exóticas que han sido rescatadas o incautadas por las autoridades, esto incluye tanto especies autóctonas de la isla, como especies no autóctonas.
Ejemplos de estas son aves, como loros, gallinas, avestruces y pavos reales; reptiles  como cocodrilos del Nilo y serpientes; y mamíferos, incluidos canguros albinos, titíes, puercoespines y monos. También tiene un acuario.

## Galería
|                    |
| Suricatos en 2019. |

|                                 |
| Callithrix penicillata en 2021. |

|                           |
| Eclectus roratus en 2019. |

|                              |
| Platycercus eximius en 2019. |